# Métro d'Osaka
Le métro d'Osaka (大阪市営地下鉄, おおさかしえいちかてつ, Ōsaka-shi ei chikatetsu) ou le métro municipal d'Osaka est un réseau de transports en commun au Japon desservant la municipalité d'Osaka et sa proche banlieue.
Ce réseau, constitué de 9 lignes, est exploité depuis son inauguration en 1933 par le Bureau municipal des transports d'Osaka (大阪市交通局, Ōsaka-shi Kōtsū-kyoku). Le 1er avril 2018, le métro est privatisé, mais toutes les actions de la société Osaka Metro Co. appartiennent à la ville d'Osaka.

## Histoire
Le premier tronçon du métro d'Osaka date de 1933. Il est situé sous la rue Midōsuji, qui est l'axe nord-sud principal de la ville. De nombreuses lignes ont été inaugurées avant l'exposition universelle d'Osaka en 1970.

Logo du métro d'Osaka jusqu'au 31 mars 2018

La privatisation du métro a pris effet au 1er avril 2018 ; l’entreprise privée s'appelle Osaka Metro (en japonais : 大阪メトロ).

## Infrastructure

### Caractéristiques
Le réseau se compose de huit lignes classiques à écartement standard (1 435 mm) et d'une ligne automatique sur pneumatiques, la ligne Nankō Port Town.
La majorité des lignes sont enterrées sous les principales artères automobiles de la ville.
Les lignes Nagahori Tsurumi-ryokuchi et Imazatosuji sont parcourues par des rames de métro à propulsion linéaire, de plus faible encombrement que les rames classiques.
La ligne Sakaisuji, tout comme les deux lignes précédentes, est alimentée électriquement par caténaire sous 1,5 kV continu (les autres lignes utilisant un troisième rail sous 750 V continu).
Un détail, audible, de ce réseau est le fait que le train lance un petit coup d'avertisseur sonore (klaxon) au moment du départ et au moment d'entrée en station.

## Réseau

### Intégration
Le plan du métro d’Osaka a été conçu en intégrant les lignes ferroviaires existantes, ce qui est la raison de la relative faible densité de stations dès que l'on s'éloigne du centre, ces zones étant alors bien desservies par les compagnies ferroviaires privées. Le réseau est complété par la ligne circulaire d'Osaka appartenant à la compagnie JR West.
Le réseau couvre 129.9 kilomètres et comporte 123 stations.

### Liste des lignes
| Couleur | Ligne | Ligne                           | Ligne              | Parcours                                       | Parcours | Parcours                       | Ouverture | Longueur | Stations |
| ------- | ----- | ------------------------------- | ------------------ | ---------------------------------------------- | -------- | ------------------------------ | --------- | -------- | -------- |
|         |       | Ligne Midōsuji                  | 御堂筋線           | Esaka (江坂) (M11)                             | ↔        | Nakamozu (中百舌鳥) (M30)      | 1933      | 24,5 km  | 20       |
|         |       | Ligne Tanimachi                 | 谷町線             | Dainichi (大日) (T11)                          | ↔        | Yaominami (八尾南) (T36)       | 1967      | 28,1 km  | 26       |
|         |       | Ligne Yotsubashi                | 四つ橋線           | Nishi-Umeda (西梅田) (Y11)                     | ↔        | Suminoekoen (住之江公園) (Y21) | 1942      | 11,8 km  | 11       |
|         |       | Ligne Chūō                      | 中央線             | Yumeshima (夢洲) (C09)                         | ↔        | Nagata (長田) (C23)            | 1961      | 21,1 km  | 15       |
|         |       | Ligne Sennichimae               | 千日前線           | Nodahanshin (野田阪神) (S11)                   | ↔        | Minami-Tatsumi (南巽) (S24)    | 1969      | 13,1 km  | 14       |
|         |       | Ligne Sakaisuji                 | 堺筋線             | Tenjinbashisuji 6-chome (天神橋筋六丁目) (K11) | ↔        | Tengachaya (天下茶屋) (K20)    | 1969      | 8,5 km   | 10       |
|         |       | Ligne Nagahori Tsurumi-ryokuchi | 長堀鶴見緑地線     | Taisho (大正) (N11)                            | ↔        | Kadoma-minami (門真南) (N27)   | 1990      | 15,0 km  | 17       |
|         |       | Ligne Imazatosuji               | 今里筋線           | Itakano (井高野) (I11)                         | ↔        | Imazato (今里) (I21)           | 2006      | 11,9 km  | 11       |
|         |       | Ligne Nankō Port Town           | 南港ポートタウン線 | Cosmosquare (コスモスクエア) (P09)             | ↔        | Suminoekoen (住之江公園) (P18) | 1981      | 7,9 km   | 10       |

### Interconnexions

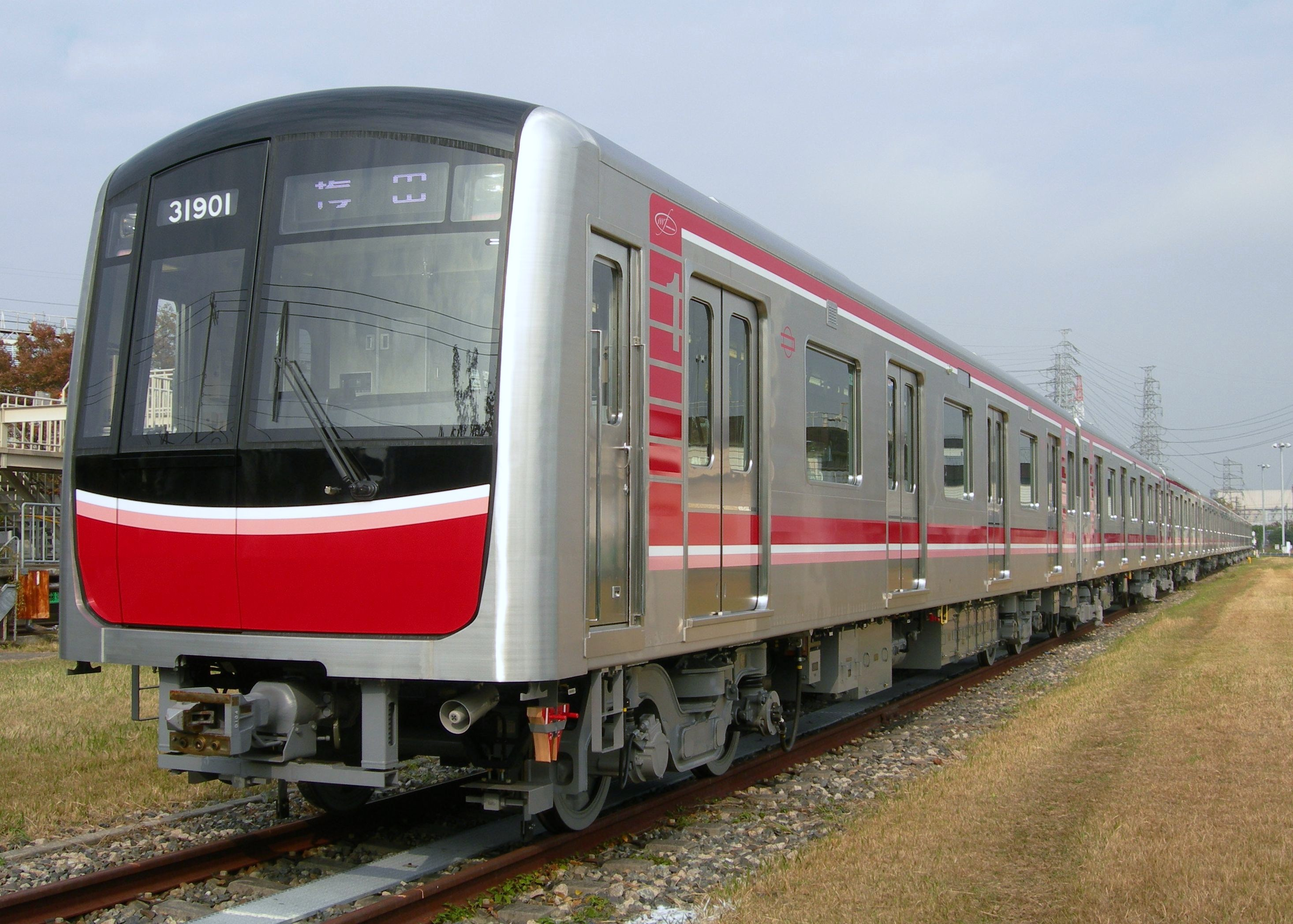
Train de la série 30000 de la ligne Midōsuji

Certaines lignes se poursuivent sur des tronçons appartenant à d'autres compagnies de chemins de fer.
- La ligne Midōsuji continue à Esaka vers le nord sur la ligne Namboku de la compagnie Kita-Osaka Kyuko Railway.
- La ligne Chūō continue à l'est de Nagata sur la ligne Keihanna de la compagnie Kintetsu.
- La ligne Sakaisuji continue au nord de la station de Tenjinbashisuji 6-chome sur la ligne Senri de la compagnie Hankyū.

La transition est transparente pour l'utilisateur (dans la mesure où il n'a pas à changer de rame).

## Circulation
Les horaires de service sont compris entre environ 5h30 et 23h30 (variables suivant les lignes et les stations). Aux horaires de pointe, les rames se succèdent toutes les 2 à 4 minutes suivant la ligne.

## Matériel roulant

### Matériel roulant actuel du Métro d'Osaka
| Série | Livraison   | Constructeur                                                                           | Nombre de rame | Nombre de voitures par rame | Alimentation                | Ligne desservie | Photo |
| ----- | ----------- | -------------------------------------------------------------------------------------- | -------------- | --------------------------- | --------------------------- | --------------- | ----- |
| 20    | 1984 - 1998 | Hitachi, Kawasaki Hevay Industries, Kinki Sharyo, Nippon Sharyo, Tokyu Car Corporation | 105            | 4, 6 et 10                  | 3ème rail                   |                 |       |
| 30000 | 2008 - 2023 | Kawasaki Hevay Industries, Kinki Sharyo                                                | 45             | 6 et 10                     | 3ème rail                   |                 |       |
| 400   | 2022 - 2025 | Hitachi                                                                                | 23             | 6                           | 3ème rail                   |                 |       |
| 66    | 1990 - 2003 | Kawasaki Hevay Industries, Kinki Sharyo                                                | 17             | 8                           | Caténaire                   |                 |       |
| 70    | 1990 - 1997 | Kawasaki Hevay Industries, Kinki Sharyo, Nippon Sharyo                                 | 25             | 4                           | Caténaire & Moteur linéaire |                 |       |
| 80    | 2004 - 2006 | Kawasaki Hevay Industries, Kinki Sharyo                                                | 17             | 4                           | Caténaire & Moteur linéaire |                 |       |
| 200   | 2015 - 2019 | Niigata Transys                                                                        | 20             | 4                           | 3ème rail                   |                 |       |

### Matériel roulant en interconnexion avec la compagnieKita-Osaka Kyuko
| Série | Livraison   | Constructeur | Nombre de rame | Nombre de voitures par rame | Alimentation | Ligne desservie | Photo |
| ----- | ----------- | ------------ | -------------- | --------------------------- | ------------ | --------------- | ----- |
| 8000  | 1986 - 1996 | Alna Kōki    | 7              | 10                          | 3ème rail    |                 |       |
| 9000  | 2014 - 2023 | Kinki Sharyo | 6              | 10                          | 3ème rail    |                 |       |

### Matériel roulant en interconnexion avec la compagnieKintetsu
| Série | Livraison   | Constructeur | Nombre de rame | Nombre de voitures par rame | Alimentation | Ligne desservie | Photo |
| ----- | ----------- | ------------ | -------------- | --------------------------- | ------------ | --------------- | ----- |
| 7000  | 1984 - 1989 | Kinki Sharyo | 9              | 6                           | 3ème rail    |                 |       |
| 7020  | 2004 - 2005 | Kinki Sharyo | 4              | 6                           | 3ème rail    |                 |       |

### Matériel roulant en interconnexion avec la compagnieHankyū
| Série | Livraison   | Constructeur           | Nombre de rame | Nombre de voitures par rame | Alimentation | Ligne desservie | Photo |
| ----- | ----------- | ---------------------- | -------------- | --------------------------- | ------------ | --------------- | ----- |
| 1300  | 2014 - 2022 | Hitachi                | 16             | 8                           | Caténaire    |                 |       |
| 3300  | 1967 - 1979 | Alna Kōki, Naniwa Koki | 42             | 7 et 8                      | Caténaire    |                 |       |
| 5300  | 1972 - 1984 | Alna Kōki              | 19             | 7 et 8                      | Caténaire    |                 |       |
| 7300  | 1982 - 1989 | Alna Kōki              | 14             | 2, 3, 6 et 8                | Caténaire    |                 |       |
| 8300  | 1989 - 1995 | Alna Kōki              | 15             | 6 et 8                      | Caténaire    |                 |       |

## Moyens de paiement

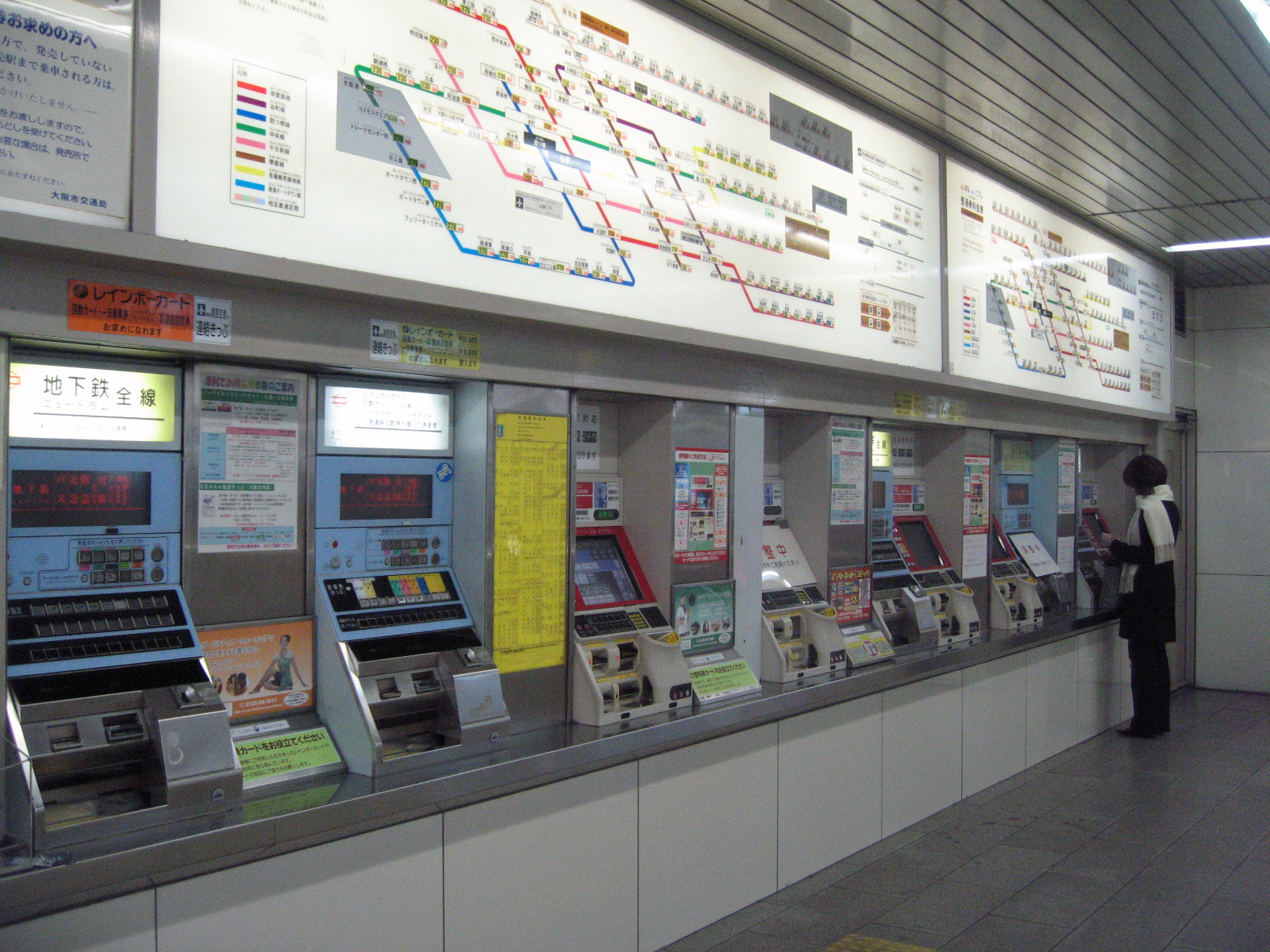
Distributeurs de billets à la station Shinsaibashi

Le paiement des titres de transport peut s'effectuer de différentes manières :
- Coupon à usage unique.
- Carte magnétique pré-payée à usage multiple (cartes Surutto Kansai et la carte métro d'Osaka à 3000 Yen valable pour 3300 Yen de trajet).
- Carte à puce sans contact rechargeable (PiTaPa et JR West ICOCA).
- Carte d'abonnement de 1, 3 ou 6 mois (ne couvrant qu'un seul chemin).